# Banana (Moloundou)
Pour les articles homonymes, voir Banana.
Banana (ou Banano, Bonano) est un village du Cameroun situé dans le département du Boumba-et-Ngoko et la région de l'Est, à proximité de la frontière avec la république du Congo. Il fait partie de la commune de Moloundou.

## Population
Lors du recensement de 2005 on y dénombrait 1 025 habitants.